# ديفيد جولد، بارون جولد
ديفيد جولد, بارون جولد هو كاتب عدل ‏ وسياسي بريطاني، ولد في 1 مارس 1951. نشط حزبياً في حزب المحافظين. وقد انتخب عضو مجلس اللوردات ‏ وقد انضم خلال فترته النيابية (1 فبراير 2011 – ) للكتلة البرلمانية حزب المحافظين.